# كاثرين مارش
كاثرين مارش (بالإنجليزية: Katherine Marsh)‏ هي صحفية وكاتِبة وكاتبة للأطفال أمريكية، ولدت في 11 نوفمبر 1974 في كينغستون في الولايات المتحدة.